# Gerard Tjaard Nicolaas Suringar
Geert Tjaard Nicolaas Suringar (Leeuwarden, 1804 - aldaar, 1884) was een boekverkoper, uitgever en drukker in Leeuwarden.

## Leven en werk
G.T. N. Suringar werd in 1804 geboren als zoon van Petrus Jacobus Suringar en Baukje Buysing. Vanaf zijn tiende levensjaar was hij wees en werd hij door zijn broer Willem Hendrik Suringar verder opgevoed. Zijn broer stimuleerde hem boekverkoper te worden en zo werd hij in 1822 al op zeventienjarige leeftijd boekhandelaar op de Kelders in Leeuwarden, onder toezicht van zijn broer. Een jaar later werd Suringar naast boekhandelaar ook uitgever.
Suringar was in 1823 de eerste in Friesland met een ijzeren drukpers. Zijn eerste uitgave was een dichtstuk genaamd ‘John Howard’, geschreven door de Rotterdamse dichter J.L. Nierstrasz. In eerste instantie gaf hij voornamelijk letterkundige (onder meer Tollens en Bilderdijk) en godsdienstige werken uit maar na 1850 breidde hij dat uit naar andere onderwerpen zoals dierkunde, sterrenkunde en geologie. In 1846 verhuisde Suringar met zijn onderneming naar een woning aan de Galileërkerkstraat in Leeuwarden. Daar woonde hij ook met zijn gezin. De boekhandel bleef gevestigd aan de Kelders.
De jaren 1855-1857 waren de hoogtijdagen van de onderneming van Suringar. Suringar was niet alleen een succesvol zakenman, hij stond ook bekend om zijn liefde voor de letteren. Hij werd meermaals gevraagd plaats te nemen in het bestuur van de ‘Vereeniging ter bevordering van de belangen des boekhandels’ en was later ook voorzitter daarvan. Hij is naderhand benoemd tot erelid van de vereniging. Suringar onderhield warme banden met zijn auteurs. Hij stond onder collega-uitgevers bekend als zeer stipt en collegiaal. Suringar was dus een bevlogen en succesvol uitgever.
In 1861 droeg Suringar zijn boekhandel over aan zijn tweede zoon Hugo Suringar, die al enige tijd meedraaide in de onderneming. Zelf bleef Suringar zich richten op zijn activiteiten als drukker en uitgever. In 1874 werd de drukkerij ondergebracht in een coöperatieve handelsonderneming. Hugo Suringar zette de uitgeverij na de dood van zijn vader voort.
Zijn oudste zoon Willem Frederik Reinier Suringar werd een bekend botanicus

## Uitgegeven werken
G.T.N. Suringar gaf voornamelijk werken uit in het Nederlands, maar ook in het Frans en soms in het Latijn. Hij gaf onder andere de volgende werken uit:
- J.L. Nierstrasz (1823), John Howard.
- D.F. Eschricht (1854), Het leven, inzonderheid van de dieren en den mensch.[5]
- H. Tollens, (1870) Gezamenlijke dichtwerken.
- J. Bosscha, (1855) Neerlands heldendaden te land, van de vroegste tyden af tot in onze dagen.
- J.A. Lamping (1858), Pauli Apostoli de praedestinatione decreta.[6]
- E. Jongsma (1865), De paardenfokkerij in Friesland: Eene studie.